# 泄殖腔膜
泄殖腔膜（cloacal membrane）是一個在泌尿生殖器官發育期間，覆蓋胚胎泄殖腔的薄膜。
它由外胚层發展，並與內胚层彼此接触 。隨著人类胚胎和尾摺持續生長，直腸間隔將泄殖腔分為腹側泌尿生殖竇和背肛管。在直腸隔膜有機會與泄殖腔膜融合之前，泄殖腔膜會破裂，將泌尿生殖竇和背肛管再次暴露於外部。之後外胚層塞、肛門膜形成直腸的下三分之一。